# Deplanchea tetraphylla
Deplanchea tetraphylla (лат.) — это разновидность дерева тропических лесов, широко известного как золотое букетное дерево , беспроводное дерево валлаби или цветочное дерево желтой пагоды, входящее в состав семейства растений Bignoniaceae.

## Распространение и среда обитания
В природе он растет в Новой Гвинее, на островах Ару, на полуострове Кейп-Йорк и во влажных тропиках Квинсленда, на северо-востоке Австралии.

## Использование
На вершинах ветвей у взрослых деревьев большие букеты из множества желтых цветов, поэтому их часто сажают во влажно-тропическом австралийском садоводстве.